# Görlitzer TV 1847
Görlitz TV 1847 is een Duitse omnisportclub uit Görlitz, Opper-Lausitz. De club is actief in onder andere basketbal, volleybal, gymnastiek, turnen en aerobics.

## Geschiedenis

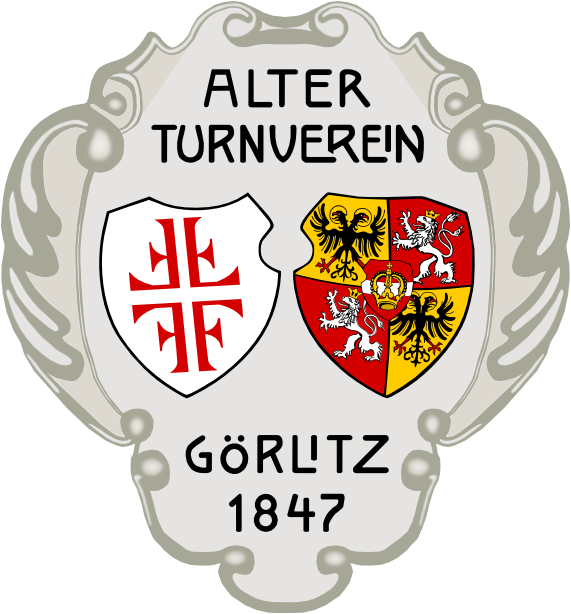
Logo ATV 1847 Görlitz

De club werd op 20 november 1847 opgericht als Turn- und Rettungsverein Görlitz. In 1903 veranderde de naam in Alter Turnverein Görlitz, waar de club zich nu uitdrukkelijk op turnen richtte. Nog later werd de huidige naam aangenomen.

### Voetbal
De club was enkele jaren actief in het voetbal. De club kreeg in de jaren 1910 ergens een voetbalafdeling. In 1921 sloot de club SVgg Gelb-Weiß Görlitz zich bij de club aan, deze club was actief in de hoogste klasse van de Opper-Lausitzse competitie, een van de hoogste klassen van de Zuidoost-Duitse voetbalbond. In 1922 werd de club met één puntje voorsprong op Saganer SV kampioen en plaatste zich zo voor de Zuidoost-Duitse eindronde met de andere kampioenen. De club speelde gelijk tegen MTV 1920 Züllichau en verloor alle andere wedstrijden. Het volgende seizoen eindigde de club samen met Saganer SV en stadsrivaal STC Görlitz op de eerste plaats. Er werd later nog een play-off om de titel gespeeld, die STC Görlitz won, maar omdat de Zuidoost-Duitse eindronde wel al snel begon werd beslist om ATV Görlitz af te vaardigen als deelnemer voor Opper-Lausitz. De club speelde gelijk tegen Cottbuser FV 1898 en verloor verder opnieuw alle andere wedstrijden.
De Duitse overheid besliste in 1923 dat voetbalafdelingen niet langer deel mochten uitmaken van grotere sportclubs en zelfstandig moesten worden. De voetballers richtten daarom Gelb-Weiß Görlitz opnieuw op.

#### Erelijst
Kampioen Opper-Lausitz
1922